# Hokkaidō Tetsudō (1900–1907)
Die Hokkaidō Tetsudō (jap. 北海道鉄道) war eine private japanische Bahngesellschaft. Nach ihrer Gründung im Jahr 1900 baute und betrieb sie einen Teil der Hakodate-Hauptlinie zwischen Hakodate und Otaru im Süden der Insel Hokkaidō. 1907 wurde sie verstaatlicht.

## Geschichte
Das Unternehmen wurde im Mai 1900 in Tokio gegründet und von Kitagaki Kunimichi, dem früheren Gouverneur von Hokkaidō, geführt. Es bestand die Absicht, das bereits bestehende Bahnnetz im zentralen Teil von Hokkaidō mit Hakodate zu verbinden, wo Anschlüsse an Fähren zur Hauptinsel Honshū hergestellt werden sollten. Am 10. Dezember 1902 eröffnete die Hokkaidō Tetsudō zwei nicht miteinander verbundene Abschnitte: einerseits zwischen dem Bahnhof Hakodate und Hongō (heute Shin-Hakodate-Hokuto), andererseits zwischen Shikaribetsu und Ranshima. Es folgten die Teilstrecken Hongō–Mori, Shikaribetsu–Yamanichi und Ranshima–Otaru (alle am 28. Juni 1903), Mori–Oshamambe–Neppu am 3. November 1903, Yamanichi–Kozawa am 18. Juli 1904 sowie Kozawa–Neppu am 15. Oktober 1904.
Mit der Eröffnung des letzten noch fehlenden Teilstücks zwischen Otaru und Minami-Otaru am 1. August 1905 war die insgesamt 255 km lange Strecke vollendet. Die kurze Verbindung innerhalb der Stadt Otaru zur Strecke der Hokkaidō Tankō Tetsudō war zunächst dem Güterverkehr vorbehalten. Durchgehende Reisezüge zwischen Hakodate und Sapporo verkehrten erstmals am 8. September 1906. Als Folge des im März 1906 vom japanischen Reichstag beschlossenen Verstaatlichungsgesetzes ging die Hokkaidō Tetsudō am 1. Juli 1907 in den Besitz des Staates über. Der Betrieb erfolgte danach durch das Eisenbahnamt des Kabinetts (das spätere Eisenbahnministerium).